# Philippe de Lenoncourt
Pour les articles homonymes, voir Lenoncourt (homonymie).
Philippe de Lenoncourt (né au château de Coupvray, en Seine-et-Marne, en 1527, et mort à Rome le 13 décembre 1592) est un cardinal français du XVIe siècle.

## Biographie

### Origines
Philippe de Lenoncourt naît en 1527, au château de Coupvray.
Sa famille est alliée aux Dinteville, dont deux membres se succèdent à l'épiscopat d'Auxerre : François de Dinteville (1513-1530) et François II de Dinteville (1530-1554), précédant immédiatement son oncle Robert de Lenoncourt.

### Carrière
En 1550, à l'âge de 23 ans, Philippe de Lenoncourt est élu évêque de Châlons en succession de son oncle. Même après son départ de l'évêché en 1556, son domicile parisien restera l'hôtel (des évêques) de Châlons, face au cimetière de la paroisse de Saint-Nicolas-des-Champs. 
De 1560 à 1562, il est évêque d'Auxerre, charge qu'il doit résigner pour pouvoir entrer au Parlement de Paris avec voix délibérative. Cette année-là en effet il est entré au Conseil privé du roi Charles IX, sur recommandation du roi de Navarre, Antoine de Bourbon. Il a une autre résidence à Saint-Germain-en-Laye, près de la Cour.
En 1564, il devient prieur de Notre-Dame de La Charité-sur-Loire. Il fut aussi abbé commendataire de Barbeau, de Mouzon, de Saint-Martin d'Épernay, de Saint-Pierre de Rebais, de l'abbaye royale de Notre-Dame d'Oigny, et de Moutiers-Saint-Jean en Argonne. Ce nombre important de commendes est une des raisons pour lesquelles il était encore "célèbre" en 1866. Cette richesse lui avait permis par exemple, en 1576, d'acquitter aisément les 50 000 écus de rente "que le pape a permis de vendre pour subvenir aux affaires du Roy".
En 1578, il fait partie de la première promotion de l'ordre du Saint-Esprit, créé par le roi Henri III, dont il est très proche. Il est à son service, par monts et par vaux.
En 1585, le roi lui confie la tête de la délégation qui va trouver, à Nérac en Gascogne, Henri de Navarre afin de l'inciter à abandonner la religion réformée. Il préside de nombreuses séances du Conseil d'État, en l'absence du roi.
Le pape Sixte V le crée cardinal lors du consistoire du 16 novembre 1586. Le cardinal de Lenoncourt est préfet de la Congrégation de l'Index en 1588, "pour marquer les livres défendus".
Le cardinal de Lenoncourt participe aux deux conclaves de 1590 (élection de Urbain VII et de Grégoire XIV), au conclave de 1591 (élection d'Innocent IV) et au conclave de 1592 (élection de Clément VII).
Il meurt à Rome, mais son corps aurait été transporté dans la cathédrale de Reims.

## Armoiries
D'argent, à la croix engrêlée de gueules,,

### Sources
- Michel Popoff et préface d'Hervé Pinoteau, Armorial de l'Ordre du Saint-Esprit : d'après l'œuvre du père Anselme et ses continuateurs, Paris, Le Léopard d'or, 1996, 204 p. (ISBN 2-86377-140-X).
- Jean-Baptiste Rietstap, Armorial général, t. 1 et 2, Gouda, G.B. van Goor zonen, 1884-1887 « et ses Compléments », sur www.euraldic.com (consulté le 23 décembre 2011).
- Honoré Jean P. Fisquet, La France pontificale... histoire chronologique et biographique des archevêques et évêques de tous les diocèses de France. [21 vols. Vol. 1, 2are of the 2nd ed. No more publ.]., 1864 (lire en ligne)
- Abbé Jean Lebeuf, Mémoires concernant l’histoire ecclésiastique et civile d’Auxerre..., vol. 1, Auxerre, Perriquet, 1743, 886 p. (lire en ligne)